# Sassacus helenicus
Sassacus helenicus là một loài nhện trong họ Salticidae.
Loài này thuộc chi Sassacus. Sassacus helenicus được Cândido Firmino de Mello-Leitão miêu tả năm 1943.